# Lijst van gemeentelijke monumenten in Stompwijk
De plaats Stompwijk, onderdeel van de gemeente Leidschendam-Voorburg, heeft 44 gemeentelijke monumenten; hieronder een overzicht.
| Object                                              | Bouwjaar                                        | Architect                                                            | Locatie                    | Coördinaten                  | Nr.           | Afbeelding                        |
| --------------------------------------------------- | ----------------------------------------------- | -------------------------------------------------------------------- | -------------------------- | ---------------------------- | ------------- | --------------------------------- |
| Pastorie                                            | 1920                                            | A.J. Dekker                                                          | Delftsekade 11             | 52° 4' 47" NB, 4° 23' 50" OL | 1916/L101     | Upload foto                       |
| Boerderij met stal en zomerhuis                     | 1879 (boerderij), 1863 (stal), 1847 (zomerhuis) |                                                                      | Doctor van Noortstraat 10A | 52° 5' 44" NB, 4° 27' 13" OL | 1916/L009     | Upload foto                       |
| Gemaal De Volharding                                | 1882                                            |                                                                      | Doctor van Noortstraat 2   | 52° 5' 45" NB, 4° 27' 10" OL | 1916/L008     | Gemaal De Volharding              |
| Boerderij                                           | 1880                                            |                                                                      | Doctor van Noortstraat 19  | 52° 5' 46" NB, 4° 27' 25" OL | 1916/L010     | Upload foto                       |
| R.K. onderwijzerswoning                             | 1905                                            |                                                                      | Doctor van Noortstraat 66  | 52° 5' 44" NB, 4° 27' 45" OL | 1916/L011     | R.K. onderwijzerswoning           |
| Woonhuis met pakhuis en koetshuis                   | 1903                                            | G.J.P. Klumper                                                       | Doctor van Noortstraat 150 | 52° 5' 43" NB, 4° 28' 13" OL | 1916/L090     | Woonhuis met pakhuis en koetshuis |
| Boerenwoning en uitspanning, herberg                | 1685                                            |                                                                      | Doctor van Noortstraat 154 | 52° 5' 45" NB, 4° 28' 15" OL | 1916/L012     | Upload foto                       |
| Woning                                              | circa1900                                       | G.J. van der Haar                                                    | Doctor van Noortstraat 184 | 52° 5' 46" NB, 4° 28' 24" OL | 1916/L013     | Upload foto                       |
| Woning, worstenmakerij                              | 17e eeuw                                        |                                                                      | Leidsekade 6               | 52° 4' 49" NB, 4° 23' 57" OL | 1916/L022L6   | Upload foto                       |
| Woning                                              | 18e eeuw                                        |                                                                      | Leidsekade 7               | 52° 4' 49" NB, 4° 23' 58" OL | 1916/L022L7   | Upload foto                       |
| Woning                                              | 19e eeuw                                        |                                                                      | Leidsekade 8               | 52° 4' 49" NB, 4° 23' 58" OL | 1916/L022L8   | Upload foto                       |
| Hoofdkantonnierswoning                              | 1907                                            | J. van der Vegt, Hoofd-ingenieur Provinciale Waterstaat Zuid-Holland | Leidsekade 25              | 52° 4' 50" NB, 4° 24' 1" OL  | 1916/L023     | Upload foto                       |
| Poldergemaal                                        | 1865                                            |                                                                      | Ondermeerweg 4 en 6        | 52° 5' 39" NB, 4° 28' 50" OL | 1916/L029O6   | Upload foto                       |
| Boerderij Hoeve Buitenzorg                          | 1916                                            | Th.C. Halverhout                                                     | Oostvlietweg 21            | 52° 5' 10" NB, 4° 24' 22" OL | 1916/L096     | Upload foto                       |
| Boerderij Voorzorg                                  | 1894                                            |                                                                      | Oostvlietweg 31            | 52° 5' 59" NB, 4° 25' 32" OL | 1916/L098     | Upload foto                       |
| Woning                                              | 1860                                            |                                                                      | Sluisplein 2               | 52° 4' 48" NB, 4° 23' 54" OL | 1916/L047     | Upload foto                       |
| Winkel- woonhuis                                    | 1900                                            | nieuwe winkelpui 1905 G.J.P. Klumper                                 | Sluisplein 3               | 52° 4' 48" NB, 4° 23' 54" OL | 1916/L048     | Winkel- woonhuis                  |
| Winkel/woonhuis                                     | 1900                                            |                                                                      | Sluisplein 5 en 5a         | 52° 4' 48" NB, 4° 23' 54" OL | 1916/L049SP5  | Winkel/woonhuis                   |
| Winkel/woonhuis                                     | 1915                                            | Th.C. Halverhout                                                     | Sluisplein 6               | 52° 4' 48" NB, 4° 23' 54" OL | 1916/L050SP6  | Upload foto                       |
| Winkel/woonhuis                                     | 1915                                            | Th.C. Halverhout                                                     | Sluisplein 7               | 52° 4' 48" NB, 4° 23' 54" OL | 1916/L050SP7  | Upload foto                       |
| Woning                                              | 1900                                            | A. Haagen (1900 en 1933)                                             | Sluisplein 9               | 52° 4' 48" NB, 4° 23' 54" OL | 1916/L051     | Upload foto                       |
| Winkel-woonhuis                                     | 1910                                            |                                                                      | Sluisplein 11              | 52° 4' 48" NB, 4° 23' 53" OL | 1916/L052     | Upload foto                       |
| Woning en pakhuis                                   | 1910                                            | G.J.P. Klumper                                                       | Sluisplein 15              | 52° 4' 47" NB, 4° 23' 52" OL | 1916/L082sp15 | Upload foto                       |
| Woning en pakhuis                                   | 1910                                            | G.J.P. Klumper                                                       | Sluisplein 16              | 52° 4' 47" NB, 4° 23' 52" OL | 1916/L082sp16 | Upload foto                       |
| Boerderij met schuur, hooitas                       | 1927                                            | H. van Wijk                                                          | Stompwijkseweg 90          | 52° 5' 40" NB, 4° 26' 54" OL | 1916/L097     | Upload foto                       |
| Woonhuis-café                                       | 1900                                            |                                                                      | Stompwijkseweg 30          | 52° 4' 50" NB, 4° 25' 6" OL  | 1916/L053     | Woonhuis-café                     |
| Boerderij                                           | 1916                                            | L. Groenewegen, timmerman en molenmaker te L.                        | Stompwijkseweg 33          | 52° 5' 8" NB, 4° 25' 56" OL  | 1916/L054     | Upload foto                       |
| Boerderij                                           | 1911                                            | H. van Wijk                                                          | Stompwijkseweg 48c         | 52° 5' 16" NB, 4° 26' 2" OL  | 1916/L086     | Upload foto                       |
| Winkel met 2 bovenwoningen en slachthuis            | 1917                                            | J.W.Y. Kleingeld                                                     | Venestraat 16              | 52° 4' 47" NB, 4° 23' 57" OL | 1916/L057V16  | Upload foto                       |
| Winkel met 2 bovenwoningen en slachthuis            | 1917                                            | J.W.Y. Kleingeld                                                     | Venestraat 18              | 52° 4' 47" NB, 4° 23' 57" OL | 1916/L057V18  | Upload foto                       |
| Winkel met 2 bovenwoningen en slachthuis            | 1917                                            | J.W.Y. Kleingeld                                                     | Venestraat 20              | 52° 4' 47" NB, 4° 23' 57" OL | 1916/L057V20  | Upload foto                       |
| Huisartspraktijk met apotheek en woonhuis           | 1895                                            |                                                                      | Venestraat 22              | 52° 4' 47" NB, 4° 23' 57" OL | 1916/LO58V22  | Upload foto                       |
| Huisartspraktijk met apotheek en woonhuis           | 1895                                            |                                                                      | Venestraat 24              | 52° 4' 46" NB, 4° 23' 57" OL | 1916/L058V24  | Upload foto                       |
| Winkel-woonhuis                                     | 19e eeuw                                        |                                                                      | Venestraat 39              | 52° 4' 45" NB, 4° 23' 59" OL | 1916/L059     | Upload foto                       |
| Woonhuis                                            | 1915                                            |                                                                      | Venestraat 47              | 52° 4' 45" NB, 4° 23' 60" OL | 1916/L099     | Upload foto                       |
| Limonadefabriek met bergplaatsen en 2 bovenwoningen | 1931                                            | E.A.H. Halverhout                                                    | Venestraat 56              | 52° 4' 45" NB, 4° 23' 59" OL | 1916/L060     | Upload foto                       |
| Woning                                              | 1909                                            | J.A. van Dijk                                                        | Venestraat 57              | 52° 4' 45" NB, 4° 24' 1" OL  | 1916/L061     | Woning                            |
| Woning                                              | 1900                                            |                                                                      | Venestraat 63              | 52° 4' 44" NB, 4° 24' 2" OL  | 1916/L100     | Upload foto                       |
| Boerderij                                           | 1947, 1948                                      | J. van Vliet                                                         | Westeinderweg 16           | 52° 5' 54" NB, 4° 27' 48" OL | 1916/L078     | Upload foto                       |
| Landhuis Dorrepaal                                  | 1880                                            | L. Koolen en Zn (1925)                                               | Westvlietweg 115           | 52° 3' 38" NB, 4° 21' 18" OL | 1916/L079     | Meer afbeeldingen                 |
| Boerderij                                           | 1913                                            | Jan Dekker                                                           | Wilsveen 1                 | 52° 4' 28" NB, 4° 25' 21" OL | 1916/L083     | Upload foto                       |
| Boerderij                                           | 1863                                            | A. Ammerlaan                                                         | Wilsveen 6                 | 52° 4' 23" NB, 4° 25' 0" OL  | 1916/L080     | Upload foto                       |
| Boerderij                                           | begin 20e eeuw                                  |                                                                      | Wilsveen 33                | 52° 4' 34" NB, 4° 25' 57" OL | 1916/L085     | Upload foto                       |